# 穩定態自由旋進造影
穩定態自由旋進造影(steady-state free precession, SSFP, imaging)利用到核磁共振中的一種特殊穩定態達成的造影方式，一般分類上屬於梯度迴訊家族。旋進亦稱為進動，因而在翻譯上，此技術可能有些不一樣的名字，中國大陆地区譯作穩態自由進動成像、定常态自由进动成像。

## 自由旋進穩定態
自由旋進穩定態是一種透過不斷地射頻脈衝照射，以及自旋本身的弛緩現象兩者的貢獻所達成的特殊穩定態。因此這種狀態的影響變因包括了：射頻脈衝所對應的翻轉角、射頻脈衝重複的間隔時間(通常寫為重複時間，repetition time，TR)、自旋所處的環境造就的弛緩時間(縱向T1、橫向T2)，以及額外加上的梯度磁場在間隔時間內，不同極性的梯度對時間積分面積是否相互抵銷等等。

## 梯度磁場的平衡與否
在TR時間內所用到梯度磁場，包括了切面選取方向(slice selection, Gss)、相位編碼方向(phase encoding, Gpe)以及訊號讀取方向(readout, Gro)三個邏輯方向的梯度磁場，其對時間的總積分值若不為零，則沿著該方向的自旋會有不同的相位值，在同一個體積元素中則造成訊號強度是磁化向量向量相加得到的結果，相對地會有些損失。一般不強調梯度磁場平衡的SSFP造影即為此類型，商用機器的名稱包括有FISP、GRASS、FFE等等(見後文)。
若不同上述，所有的梯度磁場對時間總積分值為零，亦即正負極性的梯度磁場通通抵銷，則梯度磁場不造成而外的相位；換言之，對於訊號的影響主要是一連串射頻脈衝與弛緩的協力結果。參見：平衡梯度穩定態自由旋進造影。

## 商用磁振脈衝序列名稱
| 梯度迴訊磁振脈衝序列 |                                                                  |                                            |                                                                                |                                                                 |                                                                                 |
| 學界分類             | 終了橫磁向量破壞類型 Spoiled Gradient Echo                       | 終了橫磁向量破壞類型 Spoiled Gradient Echo | (非平衡梯度磁場)穩定態自由旋進類型 Steady-State Free Precession                | (非平衡梯度磁場)穩定態自由旋進類型 Steady-State Free Precession | 平衡梯度磁場穩定態自由旋進類型 Balanced Steady-State Free Precession (bSSFP)    |
| 學界分類             | 一般型                                                           | 快速型 (磁化準備、極小角度激發、短TR)      | 類自由感應衰減型                                                               | 類迴訊型                                                        | 平衡梯度磁場穩定態自由旋進類型 Balanced Steady-State Free Precession (bSSFP)    |
| 西門子公司           | FLASH Fast Imaging using Low Angle Shot 利用小角度激發之快速造影 | TurboFLASH Turbo FLASH 加快版FLASH         | FISP Fast Imaging with Steady-state Precession 利用穩定態旋進之快速造影        | PSIF Reversed FISP FISP反寫                                     | TrueFISP True FISP 真實FISP                                                     |
| 奇異公司             | SPGR Spoiled GRASS 橫磁向量破壞型GRASS                           | FastSPGR Fast SPGR 快速SPGR                | GRASS Gradient Recall Acquisition using Steady States 利用穩定態之梯度回召取像 | SSFP Steady State Free Precession 穩定態自由旋進                | FIESTA Fast Imaging Employing Steady-state Acquisition 運用穩定態取像之快速造影 |
| 飛利浦公司           | T1 FFE T1-weighted Fast Field Echo T1權重型快速場迴訊            | TFE Turbo Field Echo 加快版場迴訊          | FFE Fast Field Echo 快速場迴訊                                                 | T2-FFE T2-weighted Fast Field Echo T2權重型快速場迴訊           | b-FFE Balanced Fast Field Echo 平衡型快速場迴訊                                 |